# Aporosa
Genre
Synonymes
- Aporusa Blume, orth. var.[2]
- Aporusa Blume[3]
- Leiocarpus Blume[3] [2]
- Lepidostachys Wall. ex Lindl.[3]
- Lepidostachys Wall.[2]
- Scepa Lindl.[3] [2]
- Tetractinostigma Hassk.[3] [2]

Aporosa est un genre de plantes à fleurs de la famille des Phyllanthaceae.

## Liste d'espèces
Selon BioLib (19 novembre 2016) :
- section Aporosa sect. Aporosa
  - Aporosa banahaensis (Elmer) Merr.
  - Aporosa chondroneura (Airy Shaw) Schot
  - Aporosa confusa Gage
  - Aporosa frutescens Blume
  - Aporosa fulvovittata Schot
  - Aporosa nitida Merr.
  - Aporosa prainiana King ex Gage
  - Aporosa quadrilocularis (Miq.) Müll.Arg.
  - Aporosa sarawakensis Schot
  - Aporosa stellifera Hook.f.
  - Aporosa stenostachys Airy Shaw
  - Aporosa symplocoides (Hook.f.) Gage
  - Aporosa whitmorei Airy Shaw
- section Aporosa sect. Appendiculatae Pax & K.Hoffm.
  - Aporosa acuminata Thwaites
  - Aporosa aurea Hook.f.
  - Aporosa bourdillonii Stapf
  - Aporosa cardiosperma (Gaertn.) Merr.
  - Aporosa ficifolia Baill.
  - Aporosa fusiformis Thwaites
  - Aporosa globifera Hook.f.
  - Aporosa indoacuminata Chakrab. & N.P.Balakr.
  - Aporosa lanceolata (Tul.) Thwaites
  - Aporosa latifolia Moon ex Thwaites
  - Aporosa lucida (Miq.) Airy Shaw
  - Aporosa macrophylla (Tul.) Müll.Arg.
  - Aporosa nigricans Hook.f.
  - Aporosa octandra (Buch.-Ham. ex D. Don) Vickery
  - Aporosa planchoniana Baill. ex Müll.Arg.
  - Aporosa pseudoficifolia Pax & K.Hoffm.
  - Aporosa serrata Gagnep.
  - Aporosa symplocifolia Merr.
  - Aporosa tetragona Tagane & V. S. Dang
  - Aporosa tetrapleura Hance
  - Aporosa villosa (Lindl.) Baill.
  - Aporosa wallichii Hook.f.
  - Aporosa yunnanensis (Pax & K.Hoffm.) F. P. Metcalf
- section Aporosa sect. Benthamianae Schot
  - Aporosa benthamiana Hook.f.
  - Aporosa bullatissima Airy Shaw
  - Aporosa falcifera Hook.f.
  - Aporosa lunata (Miq.) Kurz
  - Aporosa sylvestri Airy Shaw
- section Aporosa sect. Papuanae Schot
  - Aporosa annulata Schot
  - Aporosa brassii Mansﬁeld
  - Aporosa brevicaudata Pax & K.Hoffm.
  - Aporosa carrii Schot
  - Aporosa decipiens Pax & K.Hoffm.
  - Aporosa egregia Airy Shaw
  - Aporosa flexuosa Pax & K.Hoffm.
  - Aporosa hermaphrodita Airy Shaw
  - Aporosa heterodoxa Airy Shaw
  - Aporosa lamellata Airy Shaw
  - Aporosa laxiflora Pax & K.Hoffm.
  - Aporosa ledermanniana Pax & K.Hoffm.
  - Aporosa leptochrysandra Airy Shaw
  - Aporosa leytensis Merr.
  - Aporosa longicaudata Kaneh. & Hatus. ex Schot
  - Aporosa misimana Airy Shaw ex Schot
  - Aporosa nigropunctata Pax & K.Hoffm.
  - Aporosa papuana Pax & K.Hoffm.
  - Aporosa parvula Schot
  - Aporosa praegrandifolia (S.Moore) Schot
  - Aporosa reticulata Pax & K.Hoffm.
  - Aporosa sclerophylla Pax & K.Hoffm.
  - Aporosa vagans Schot
- section Aporosa sect. Sundanenses Schot
  - Aporosa alia Schot
  - Aporosa antennifera (Airy Shaw) Airy Shaw
  - Aporosa arborea (Blume) Müll.Arg.
  - Aporosa basilanensis Merr.
  - Aporosa caloneura Airy Shaw
  - Aporosa dendroidea Schot
  - Aporosa duthieana King ex Pax & K.Hoffm.
  - Aporosa elmeri Merr.
  - Aporosa grandistipula Merr.
  - Aporosa granularis Airy Shaw
  - Aporosa illustris Airy Shaw
  - Aporosa lagenocarpa Airy Shaw
  - Aporosa maingayi Hook.f.
  - Aporosa microstachya (Tul.) Müll.Arg.
  - Aporosa nervosa Hook.f.
  - Aporosa penangensis (Ridl.) Airy Shaw
  - Aporosa rhacostyla Airy Shaw
  - Aporosa selangorica Pax & K.Hoffm.
  - Aporosa sphaeridiophora Merr.
  - Aporosa subcaudata Merr.